# Landarzt

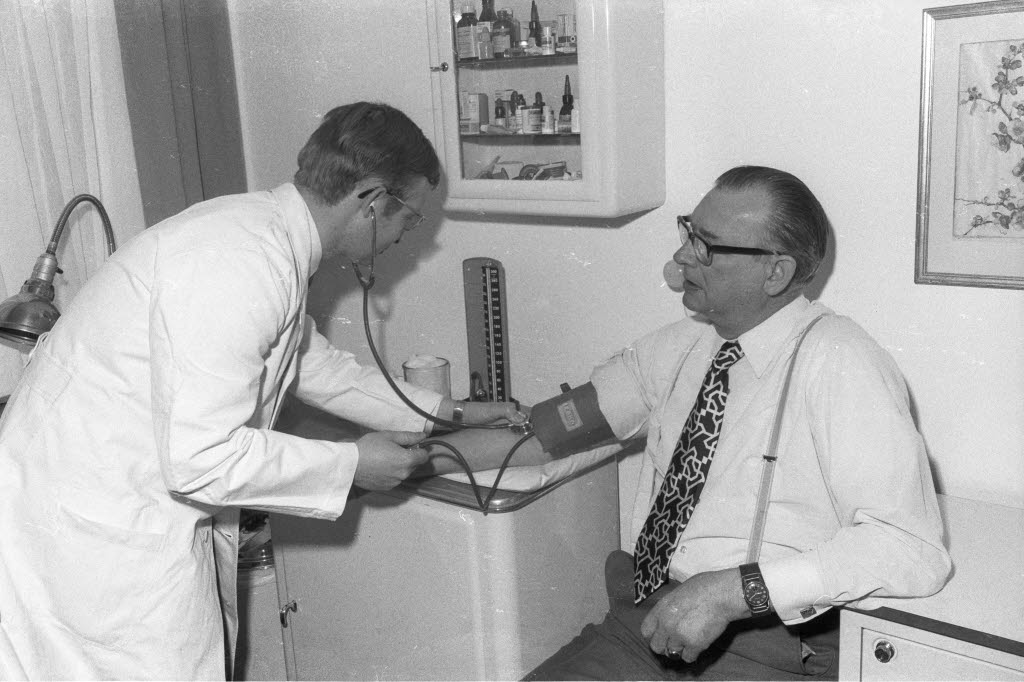
Ein Landarzt bei der Arbeit (1972)

Als Landarzt wird umgangssprachlich ein Hausarzt bezeichnet, der in einer ländlichen Region tätig ist. Meist ist es ein Facharzt für Allgemeinmedizin oder ein hausärztlich tätiger Internist.
Im ländlichen Raum sind die Entfernungen zwischen Arzt und Patient sowie zwischen Hausarzt und Spezialisten oder Kliniken größer, und das Durchschnittsalter der Patienten höher. Der Landarzt übernimmt häufig auch Tätigkeiten, die in städtischen Regionen von Spezialisten übernommen werden. Daneben ist er erster Ansprechpartner bei Notfällen. Regelmäßige Hausbesuche haben eine größere Bedeutung als in städtischen Hausarztpraxen.
In Bayern tauchte der Begriff des „Landarztes“ erstmals zu Beginn des 19. Jahrhunderts auf, nachdem die Universität Bamberg 1805 aufgehoben worden war und im Oktober 1809 deren Medizinische Fakultät die Lehrtätigkeit eingestellt hatte. Die Münchner Regierung hatte daraufhin (nachdem bereits 1808 eine Ausbildung von Ärzten zweiter Klasse für die Landbevölkerung ins Auge gefasst worden war) eine „landärztliche Schule“ eingerichtet.

## Situation in Deutschland
In Deutschland besteht ein zunehmender Landarztmangel, zunächst in Ostdeutschland, aber mittlerweile auch in anderen deutschen Regionen. Als Gründe dafür werden oft für junge Ärzte weniger attraktive Arbeits- und Lebensbedingungen im ländlichen Raum im Vergleich zu großstädtischen Ballungsräumen bei gleichzeitiger Überalterung der derzeitigen Landärzteschaft genannt. Das unternehmerische Risiko einer wirtschaftlichen Selbständigkeit schrecke viele junge Ärzte von einer Niederlassung ab, ebenso eine schlechte Vereinbarkeit von Selbständigkeit und Familienplanung und die Drohung mit Regresszahlungen bei überdurchschnittlicher Verordnung von Heilmitteln. Verstärkt werde diese Verunsicherung durch gesundheitspolitische Reformen und die dadurch fehlende Kalkulierbarkeit der Selbständigkeit. Bis 2021 werden 42 Prozent der Hausärzte in den Ruhestand gehen. Den bundesweit größten Einwohnerschwund (minus 12,8 %) verzeichnete der Bezirk Osterheide am Südrand der Lüneburger Heide. Von dieser Entwicklung abkoppeln konnten sich nur einige Urlaubsorte, vor allem an der Küste. Auch Neustrelitz (Mecklenburg-Vorpommern) und Görlitz (Sachsen) konnten sich in einem ländlichen Umfeld gut behaupten. Sehr mobil sind nach den Zahlen der Studie vor allem die Bevölkerungsgruppe der 18- bis unter 30-Jährigen. Sie ziehen für die Ausbildung und Karriere vornehmlich aus Kleinstädten und Landgemeinden in große Zentren und Universitätsstädte. Im Gegensatz zu früheren Zeiten kehren sie nach der abgeschlossenen Ausbildung deutlich seltener in ihre Heimatorte zurück.
Dem Landarztmangel versucht man durch Maßnahmen wie Stipendien oder finanzielle Anreize gegenzusteuern. 2014 schlug der Sachverständigenrat zur Begutachtung der Entwicklung im Gesundheitswesen vor, die Vergütung für Landärzte um 50 Prozent zu erhöhen und doppelt so viele Ärzte zu Fachärzten für Allgemeinmedizin und zu Fachärzten für Innere Medizin weiterzubilden. Andere Ansätze sind das Rothenburger Modell oder die Vernetzung von Praxen. Ebenso wird eine Delegation von Tätigkeiten an Medizinische Fachangestellte diskutiert. Dafür existieren verschiedene Ansätze wie das Modell MoNI in Niedersachsen oder Verah (Versorgungsassistentin in der Hausarztpraxis). In Niedersachsen gab es zeitweise auch das Pilotprojekt „rollende Arztpraxis“, um ein Minimum an ärztlicher Versorgung zu sichern. Auch in Hessen gibt es mit dem sogenannten Medibus ein Pilotprojekt, das als „rollende Arztpraxis“ Dorfbewohner medizinisch versorgt.
Ende 2012 erhöhte der Gemeinsame Bundesausschuss die Bedarfsplanung um 3000 neue Stellen für Hausärzte in ländlichen Regionen. Dafür werden 1800 Stellen in überversorgten Städten gestrichen. Darüber hinaus sollen Erleichterungen die Ansiedlung in ländlichen Regionen attraktiver machen, beispielsweise der Entfall der Residenzpflicht oder die Abschaffung von Regressforderungen bei übermäßiger Medikamentenverordnung. Zielvorgabe ist ein niedergelassener Arzt pro 1671 Personen Wohnbevölkerung.
In einigen Regionen, insbesondere in der DDR, war die landärztliche Versorgung im Rahmen von sogenannten Landambulatorien üblich. Dabei handelte es sich um Polikliniken mit angestellten Ärzten, ähnlich wie in Medizinischen Versorgungszentren, die an Bedeutung gewinnen.

## Situation in anderen Ländern
In Australien wurde für dünn besiedelte Regionen der Royal Flying Doctor Service of Australia eingerichtet. In Schweden unterhalten Provinziallandtage im Norden des Landes Praxen mit kleinen Krankenstationen (Sjukstuga). Ebenso existieren in einigen Ländern Zusatzausbildungen zu „Medizin in dünn besiedelten Regionen“ (Rural Medicine) oder Planungen dafür.

## Nachbesetzung einer Praxis
Es gibt strenge Regeln für Nachbesetzung eines Vertragsarztsitzes, die verhindern sollen, dass die Zulassungen gehandelt werden. Nach Tod, Zulassungsverzicht oder -entziehung eines Vertragsarztes entscheidet seit 2013 der Zulassungsausschuss, ob überhaupt ein Nachbesetzungsverfahren durchgeführt werden soll. Andernfalls muss die KV dem Vertragsarzt oder dessen Erben eine Entschädigung zahlen. Ob die Kassenärztlichen Vereinigungen von einem solchen „Aufkaufsrecht“ Gebrauch machen werden, ist derzeit offen. Bei Nachbesetzung muss die Kassenärztliche Bundesvereinigung (KBV) den Vertragsarztsitz ausschreiben und eine Liste der eingehenden Bewerbungen erstellen. Bewerber müssen am bisherigen Praxisort tätig werden. Die Praxisfortführung beinhaltet somit eine räumliche und auch eine personelle Komponente.
 Eine am bisherigen Standort betriebene Zweigpraxis ist keine Fortführung in diesem Sinne (BSG, Urteil vom 20. März 2013, Az.: B 6 KA 19/12). Um die Nachbesetzung zu erleichtern, können die Budgets auch auf angestellte Fachärzte übertragen werden, und solche Anstellungen können mittlerweile auch wieder in eine reguläre Zulassung umgewandelt werden.
Die vorgesehene Aufkaufregelung statistisch überzähliger Arztsitze durch die KV bedrohe fast 9 % aller Praxen, meint das Zentralinstitut für die kassenärztliche Versorgung (Zi). Auch bei einer Anhebung der Grenze des Versorgungsgrades von jetzt 110 % auf 140 %, wie im GKV-VSG geplant, stünden noch rund 12.000 Arzt- und Psychotherapeutensitze vor dem Aus. Von den zur Disposition stehenden Arzt- und Psychotherapeutensitzen wären bundesweit die Fachinternisten mit etwa 37 % betroffen, auch rund 19 % der Psychotherapeuten fänden keine Praxisnachfolger. Regional aufgeschlüsselt läge die KV Bayern mit auszulistenden 2.291 Sitzen an der Spitze, gefolgt von den KVen Baden-Württemberg (1.254) und Nordrhein (1.440).

## Masterplan Medizinstudium 2020
Um dem Mangel an Hausärzten entgegenzutreten, erarbeitet die Bundesregierung derzeit den „Masterplan Medizinstudium 2020“. Medizin gilt nach wie vor als eines der beliebtesten Studienfächer, gemessen an der Zahl der Bewerber pro Studienplatz. Für das aktuelle Semester haben sich 43 000 Schulabgänger beworben, zusammen konnten die 35 Universitäten, an denen man in Deutschland das Fach Humanmedizin studieren kann, aber nur knapp 9100 Plätze vergeben. Von den Studenten, die es bis zur Approbation schaffen, entscheiden sich im Mittel nur etwa zehn Prozent dafür, als Hausarzt zu arbeiten.